# 紀德級驅逐艦

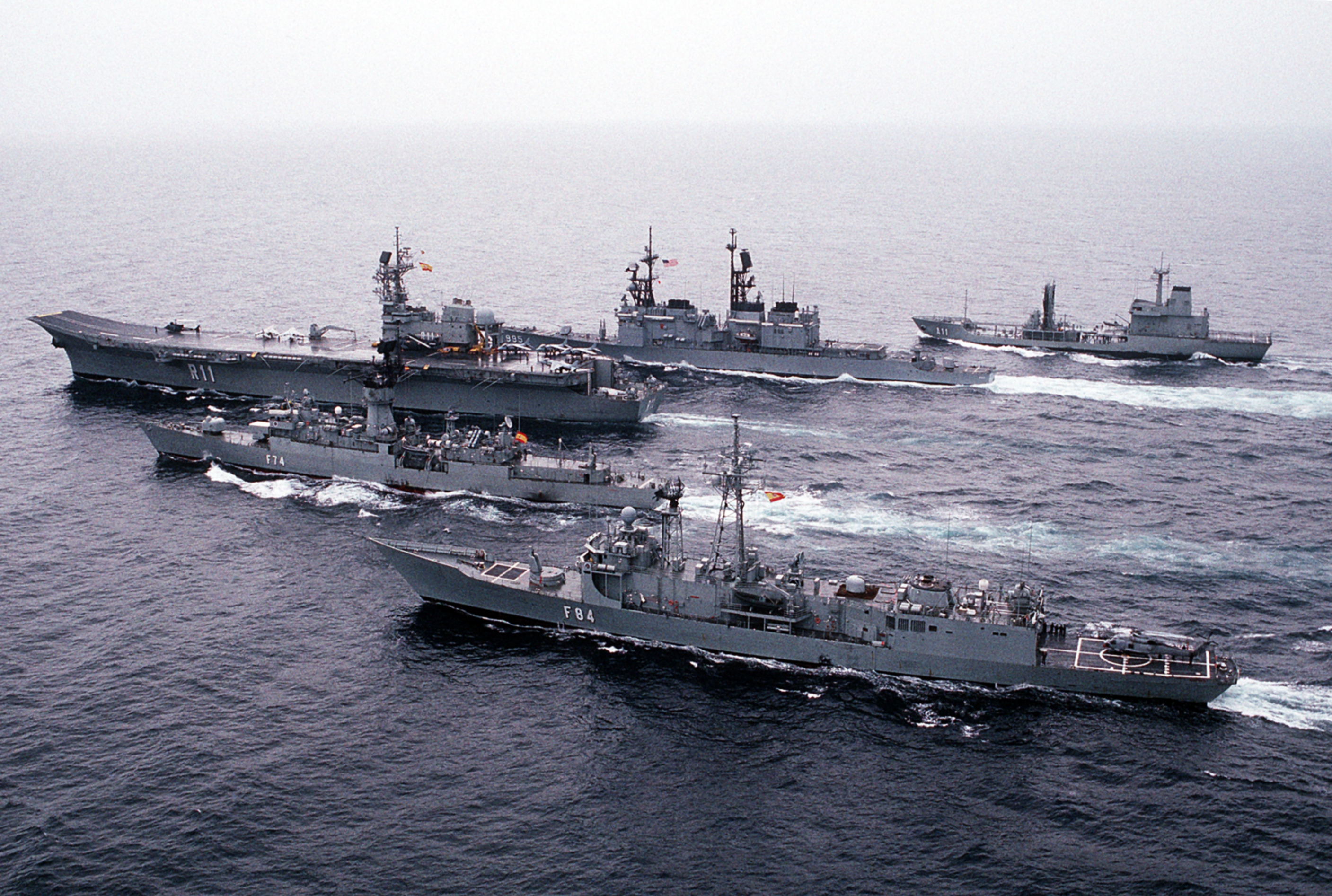
紀德號驅逐艦 (DDG-993)與四艘西班牙海軍船艦編隊航行。照片中由上至下分別為運油船恩森那達侯爵號運油船（Marqués de la Ensenada A11）、紀德號、航空母艦阿斯圖里亞斯親王號（Principe de Asturias R11）與飛彈巡防艦阿斯圖里亞斯號巡防艦及蕾娜·索菲亞號巡防艦（Reina Sofía F-84），攝於1992年。

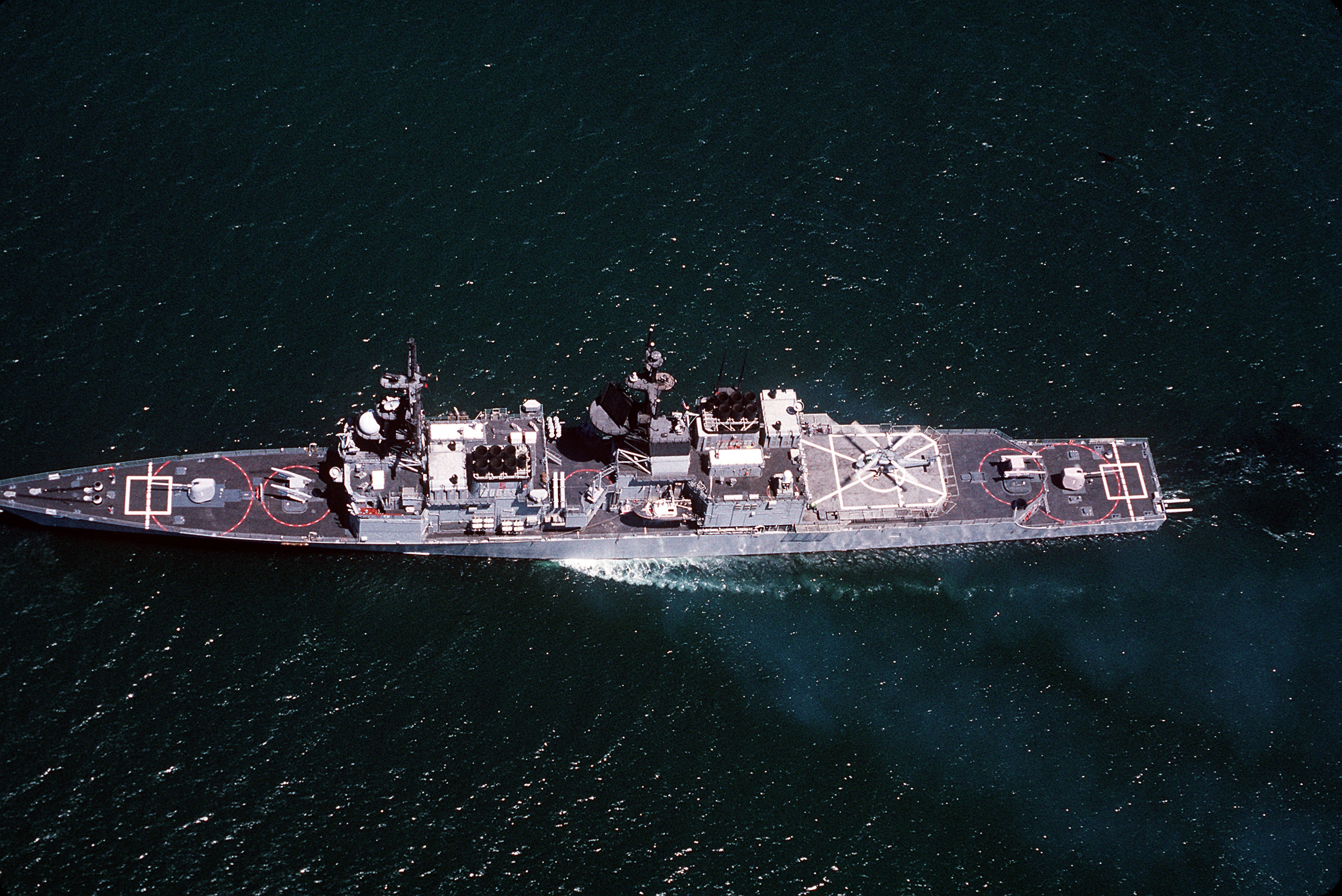
紀德級四號艦錢德勒號驅逐艦 (DDG-996，1988年時攝於加州聖地亞哥外海，可以見到一架SH-2海妖式直昇機停靠於艦尾甲板上。

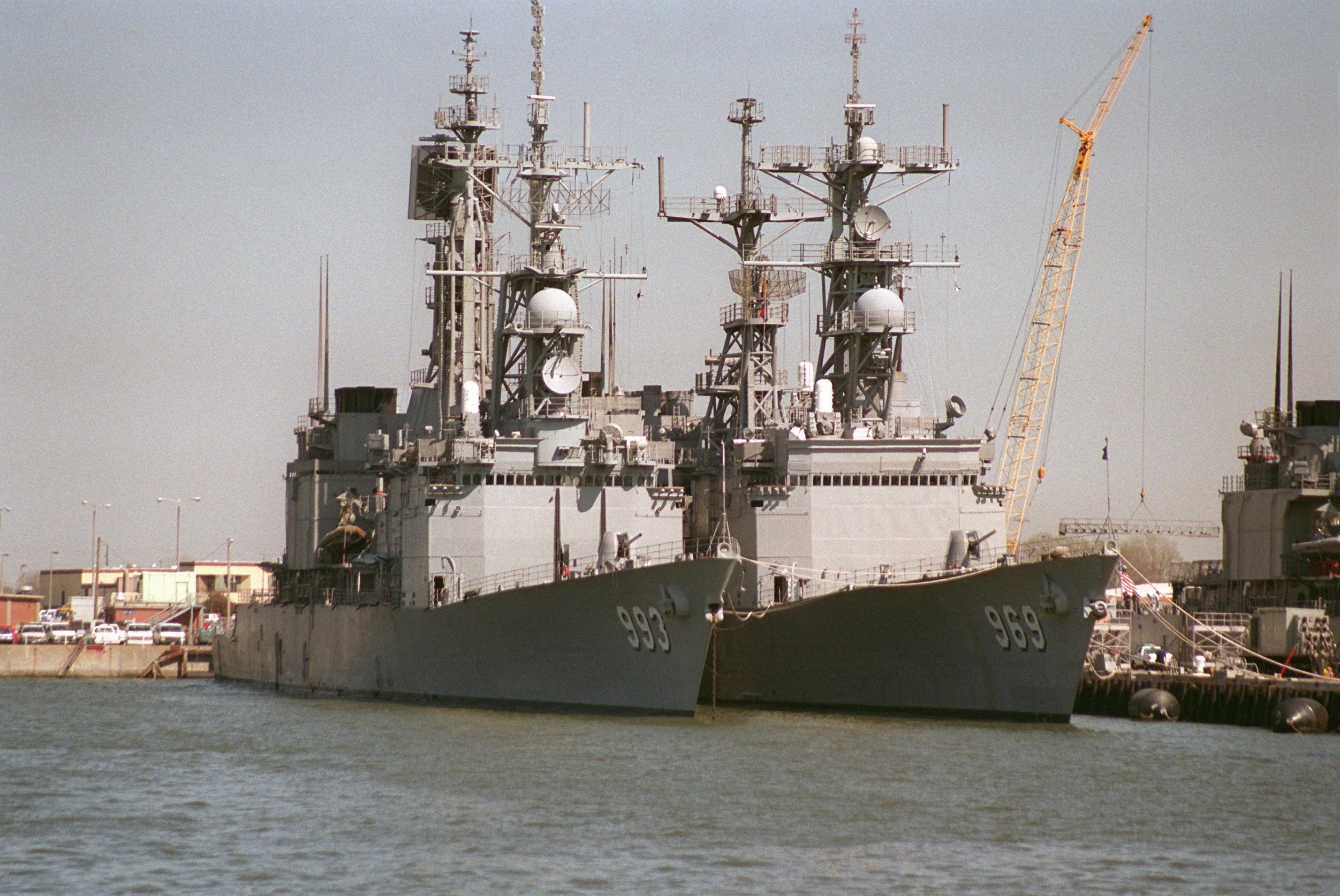
紀德號（USS Kidd DDG-993）（圖左）和史普魯恩斯級彼得森號驅逐艦 (DD-969)（USS Peterson DD-969）一同停泊在諾福克海軍基地碼頭北側。由於紀德級是史普魯恩斯級的改良艦，兩級船隻擁有極為相似的外觀，僅能就MK-26雙臂飛彈發射器的有無判斷其艦級。

紀德級驅逐艦（Kidd class destroyer）是美國海軍已除役的飛彈驅逐艦，最初是針對伊朗巴勒維王朝在波斯灣的防空需求，而以斯普鲁恩斯级驱逐舰的船體為基礎所設計而成的四艘軍艦。在巴勒維王朝遭推翻後，原定由伊朗所接收的軍艦改納入美國海軍自己的艦隊中，各艦均以太平洋戰爭中戰死殉國的美國海軍少將命名。2005年到2006年期間，美國海軍陸續將這批艦隊交接給中華民國海軍，並改稱之為基隆級驅逐艦，而當時的負責人（接艦支隊長）為現任國防安全研究院戰略諮詢委員蒲澤春上將。

## 設計
紀德級飛彈驅逐艦大部分設計源自於以反潜為主的斯普鲁恩斯级驱逐舰，同時其雷達與艦載設備設計則來自維吉尼亞級核動力飛彈巡洋艦。因此紀德級驅逐艦是基於防空，可以同時處理空中、水面與水下目標的多功能戰艦。包含動力系統在內，紀德級的艦體設計與史普魯恩斯級基本相同，但紀德級在艦體及多處重要部位新加了克維拉防彈材料與鋁合金裝甲，因此排水量高於史普魯恩斯級。然而主要的區別在於戰鬥系統。紀德級放棄史普魯恩斯級反潛武器，採用維吉尼亞級飛彈巡洋艦的簡化版戰鬥系統。主要武器是MK 26多目標防空飛彈發射器，可以發射標準二型飛彈及魚叉反艦飛彈。

由於防空是主要任務，紀德級不再用史普魯恩斯級驅逐艦的SQR-19拖曳聲納，配備 SPS-48C 三維對空搜索雷達，在雷達之外還有SPG-51D照明雷達以導引RIM-66飛彈。此外紀德級艦艏的MK 26發射器儲彈容量比艦尾的MK 26小，單艦最多可配備68枚標二飛彈。雖然從武器配置的觀點除了外銷伊朗預計安裝的Mk 71 8吋艦砲以Mk 45 5吋艦砲取代以外，紀德級飛彈驅逐艦非常接近原先規劃的史普魯恩斯級防空型。

海軍戰術資料系統(NTDS)是美國海軍發展的第一種艦載戰鬥指揮系統，用於偵測、識別、歸類、情報整合、威脅評估、以及對各種目標配置對應武器。美國海軍於1950年代發展在60年代初配置於軍艦服役。雖然紀德艦於1970年代末期開始建造，海軍戰術資料系統是美國海軍多數水面艦艇的標準配置，紀德級由於起初是外銷伊朗的原因，最初配置的是最早的NTDS 1版本，LINK4資料連接設備。在當時多數美國海軍自己的船艦已經更新到NTDS 4標準，採用戰術數位資訊鏈路LINK14。因之，美軍1987年實施"新威脅升級更新"（New Threat Upgrade，簡稱NTU）改善計畫，美國海軍從1987到1990對所有四艘紀德級驅逐艦實施整體的現代化與升級。升級的重點之一是艦載偵測與火控設備。採用SPS-49(V)5 長程對空搜索雷達取代SPS-48C 三維雷達之外，SPG-60照明雷達可用於導引Mk 45 五吋砲與標準二型飛彈。最重要的是安裝AN/SYR-1通訊追蹤設備，這是種小型四向被動相位陣列天線，主要用於接收來自標準二型飛彈的資料並進行導引命令修正，這使紀德艦具備以分時技術進行多目標接戰能力。分時照明技術的概念類似於通訊領域的分時多工技術，它將連續波切分為多個時段並各自對不同通訊個體在不同的時段聯繫，對照明雷達而言，只要目標的雷達訊號收斂，火控雷達就可以同時導引多枚標準二型飛彈對多個目標進行攻擊。

紀德級驅逐艦更新的另一焦點是從 NTDS 1標準直接更新為當時最新的 ACDS 版，ACDS 是美國陸軍戰鬥指揮系統改進計畫的產品，事實上是 NTDS 5的更新版本，提供更快與更強大的資料處理能力，以得到更準確的戰情，特別是 ACDS 是改善艦艇戰鬥能力的即時命令與控制系統，設計的意圖是提升標準化及引入新的艦載戰術顯示與支援設備使偵測設備與武器系統得以整合。這個計畫採用JTIDS/聯合戰術資料資訊連結(TADILJ)訊息標準化以支援有效協同以及其它美軍與北約軍事力量聯合作業、及命令與控制作業系統(C2P)、協同作業能力系統(CEC)與船艦自衛系統(SSDS)整合與互動。
為了達到上述目標，ACDS系統經過更新，水平顯示主控台由兩個48x48吋的顯示器主控，使用按鍵式手動選單面板，並使用電話進行內部外部聯繫。用於 Block 0垂直顯示主控台是OJ-194/194A, OJ-197 (AN/UYA-4), OJ-451 and OJ-535 (AN/UYQ-21)， Block 1系統使用 OJ-194A, OJ-197, OJ-451 與 OJ-535。新的電腦程式以兩種型式內建在ACDS系統 BLOCK 0中，使用ADA語言模組，更新後的ACDS具備直接接收電子戰支援輸入的能力。

ACDS 系統能與 MK 14武器導引系統、MKS68與86火控系統、魚叉反艦飛彈系統與AN/SQQ-89(V)系統互動。經 "NTU"更新後的紀德級飛彈驅逐艦戰力在20世紀末時期是美國海軍僅次於提康德羅加級神盾巡洋艦。其戰鬥能力接近前五艘提康德羅加級，區別僅在於Mark 41垂直發射系統。在阿利·伯克級驅逐艦服役前，提康德羅加級也同樣是具有最強防空戰鬥能力的驅逐艦。由史普魯恩斯級衍生的除了紀德級以外，還有著名的堤康德羅加級巡洋艦。

## 歷史

### 伊朗造艦需求
紀德級驅逐艦原本是由穆罕默德-禮薩·巴勒維国王时代的伊朗王国訂購，根據伊朗方面的需求，以史普鲁恩斯级驅逐艦的艦體為基礎，減少部份反潛功能來增強防空能力所演進出來的飛彈驅逐艦系列，伊朗將其稱為居魯士級（Cyrus）。艦上裝備標準防空飛彈系统替换史普鲁恩斯级的近程防空导弹，以供波斯灣的防空任務。根据1974年签订的合約共建造四艘，由美国英戈爾斯造船廠建造，首舰1978年6月开工。然而1979年1月发生伊朗伊斯蘭革命，巴列维王朝遭何梅尼推翻，美国与伊朗关系更因伊朗人質危機更加恶化，進而解除合約，導致军舰無法交貨給伊朗，故以便宜價格賣給美國海軍。此級艦於1981年開始在美國海軍服役，並根據首號艦艦名而命名為紀德級。為配合伊朗特殊的氣候條件，紀德級上配有較大的進氣過濾網以及高效能的空調系統和其他設備，以因應伊朗海軍經常遭遇的沙塵與酷熱，亦使其在運用調度上適合在中東一類（特別是波斯灣）的炎熱天氣下運作。由於紀德級是因何梅尼革命的緣故而變成美國海軍艦隊的一部份，而常被戲稱為「何梅尼級驅逐艦」。
當時伊朗政府為此計畫案，在美國已存入約10億3,000萬美元來作為造艦計畫的保證金；此時每艘紀德級報價依其另外向美所訂購的兩艘史普魯恩斯級造價估算，約為1億1,600萬美元。1975年，每艘軍艦造價增至2億3,800萬美元（軍售伊朗6艘軍艦價格），1978年再增至3億6,660萬美元（軍售伊朗4艘紀德級最後構型的價格）。到了1979年，軍售4艘紀德級計畫的總金額高達26億6,000萬美元（依當時幣值，其中除了軍艦本身外，亦包括其前置作業、武器、設備、訓練與後勤支援等費用在內）。1979年3月，伊朗伊斯蘭共和國政府取消這4艘紀德級驅逐艦建造合約時，計畫款中的8億美元（約佔總金額的四成）已付給了英格斯造船廠，而該案未動支經費尚餘3億2,700萬美元。當時伊朗雖改為伊朗伊斯蘭共和國政府統治，但仍必須接受原始合約束縛，將國外軍售餘款持續支付尚未建造完成的紀德級驅逐艦；面對每天700萬美元的罰款，伊朗最終決定將這4艘未完成的驅逐艦售予美國海軍。最終伊朗政府取回尚未支付美國的3億2,700萬美元款項，美國海軍則以總價13億7,000萬美元、或單艘造價3億4,300萬元的成本購買4艘紀德級驅逐艦。

### 美國海軍時期
紀德級艦加入艦隊後，由於安裝額外的鋁合金裝甲與克維拉裝甲襯材，使其滿載排水量超過原始設計1,000噸，其後重量又增加376噸，最終紀德級驅逐艦的滿載排水量成為如今的9,950噸。1988-90年間，紀德級进行了「新威脅提升」（New Threat Upgrade，簡稱NTU）及「防空戰系提升」（AAW）計劃，使協同的提康德羅加級飛彈巡洋艦可以在紀德艦維持電子靜默的狀態下控制紀德艦飛行中的防空飛彈，艦上武器與史普鲁恩斯级驱逐舰相比只少了戰斧巡弋飛彈。
1997年，在美國國防部公布的四年期國防總檢報告中，曾建議對紀德級驅逐艦進行現代化改造，並在艦上加裝垂直發射系統以執行對陸攻擊任務。但由於美國海軍計畫以多功能的神盾艦來做為艦隊主力，認為未配備神盾系統的大型作戰艦將無法適應未來新作戰環境，而操作已20年的紀德級再次進行現代化工程並不符成本效益，故美軍放棄此建議。之後繼史普魯恩斯級後的美國驅逐艦主力，改成新型的阿利·伯克級驅逐艦，所以本艦較預定使用年限還早退役。最後，美國海軍在1998年時将紀德級驅逐艦退役封存。

### 轉售其他國家

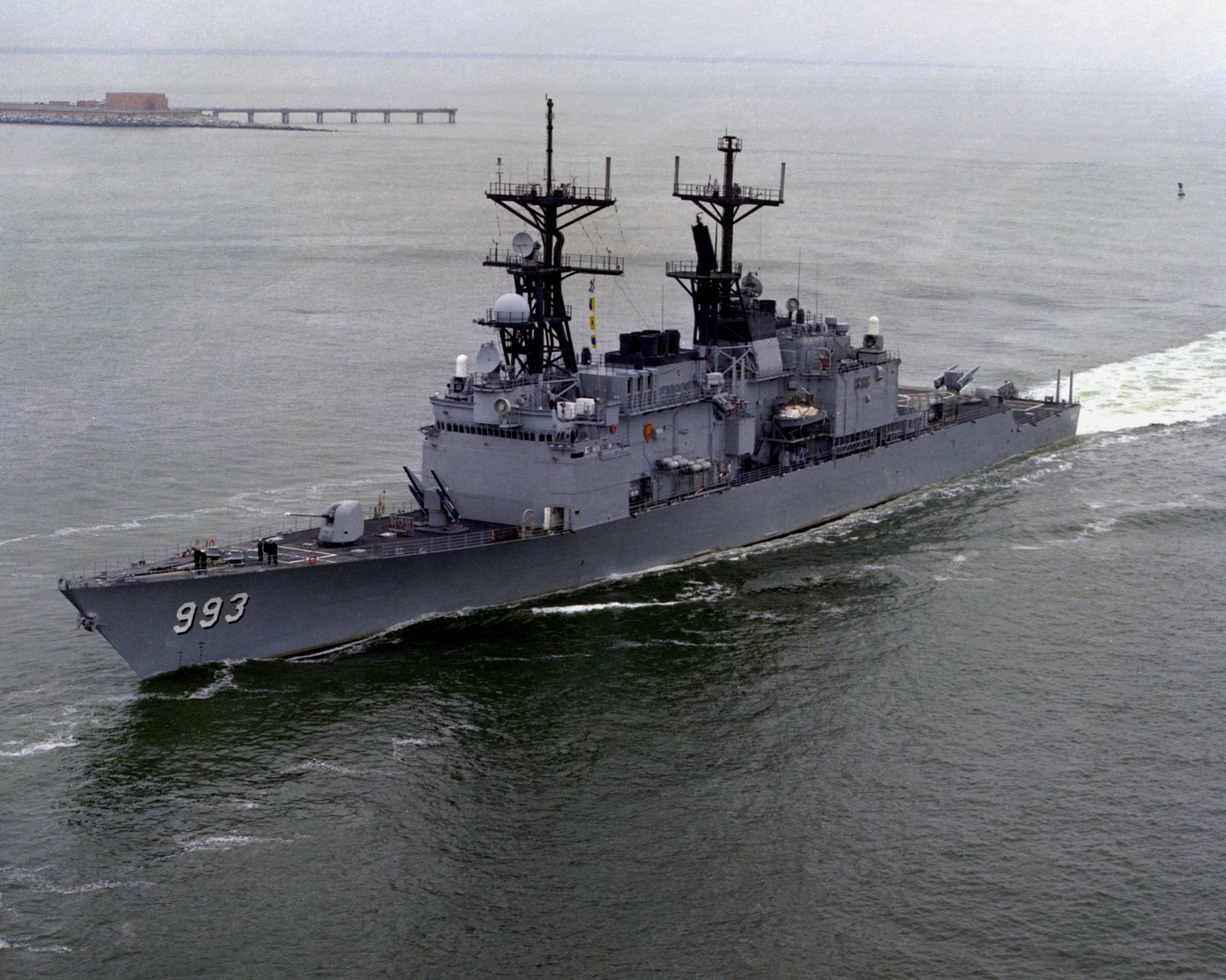
紀德級一號艦——紀德號驅逐艦 (DDG-993)，1984年時攝於美國東岸契沙比克灣。

1997年，美國希望以每艘2,000萬美元的價格（裡面不包括武器系統與船廠維修費用）將紀德級轉賣給澳洲皇家海軍，但1999年澳洲否絕了這個銷售案，因為1994年採購自美國海軍的兩艘新港級戰車登陸艦的許多問題。1990年代初期Paul Keating領導的工黨政府選擇維持其既有的阿德萊德級巡防艦而不採購雖然能力較強但需要較多人力、價格更貴的紀德級驅逐艦，遂否絕美方這項提案。1990年代中期，後繼由John Howard領導的自由黨雖進行阿德萊德級巡防艦升級計畫，但最終計劃超支且進度落後。
1998年12月，美國又計畫以租售協定方式將4艘紀德級驅逐艦轉交給希臘海軍。依此協定，美國海軍將採無息方式將4艘紀德級驅逐艦租借給希臘5年，租期屆滿時再改選擇一次將其全數購入。在這4艘軍艦中，當時除了錢德勒號仍是美軍在役艦艇，採「熱船」方式移交外，其他3艘——紀德號、斯科特號與卡拉漢號——則以「冷船」方式重新復役。同時美國海軍將提供計畫必需的船廠、碼頭與移交服務，以及行政、工程與後勤支援。
在整個計畫中，除了船艦的轉交外，亦包括出售希臘海軍32枚魚叉飛彈、64枚反潛火箭、48枚Mk 46 Mod 5反潛魚雷、Mk 45砲彈、方陣快炮的20mm砲彈以及其他武器彈藥，總經費7億4,200萬美元。然而美國必須維持希臘與土耳其兩方的軍事平衡，在軍售計畫中並不含標準二型飛彈，美國政府僅願意提供標準一型飛彈，這型飛彈當時亦為希臘海軍所擁有的4艘查爾斯 F. 亞當斯級驅逐艦所搭配的飛彈。由於標準二型飛彈為紀德級主要防空武器，此項限制將使紀德級的戰鬥系統無法充分發揮其多目標接戰功能。故希臘反對美國對艦艇性能的設限，堅持取得紀德級時應讓標準二型飛彈一併移交，在雙方無法取得共識的情況下交易最後無疾而終。
在紀德級於1998年時自美國海軍退役後，中華民國自2000年12月開始向美方提出採購紀德級軍艦的意願函，2001年4月美國政府同意向中華民國出售紀德級。依照光華七號計畫，在經過相關的預算編列與審核程序後，以包含硬體升級，整修，啟動，訓練，以及148枚標準二型防空飛彈及32枚RGM-84L魚叉反艦飛彈在內，總價7億3200萬美元，紀德級諸艦自2005年起陸續駛抵台灣，在2005年與2006年間正式成軍編入中華民國海軍。DDG-995及 DDG-994兩艘艦於2005年12月最先抵達蘇澳，在同年12月17日典禮上命名為紀德艦（後更名為基隆號驅逐艦）及明德艦（後更名為蘇澳艦），級別依照海軍命名傳統為基隆級驅逐艦，後續兩艘DDG-993及DDG-996於2006年抵達，分別命名為同德艦（左營艦）及武德艦（馬公艦）。

## 同級艦
紀德級有一個別名為「陣亡將軍級」（Dead Admirals），因為這一系列軍艦皆是以美國海軍在第二次世界大戰太平洋戰場中陣亡的少將命名：
- 紀德號（英语：USS Kidd (DDG-993)）（USS Kidd DDG-993）：（服役於1981－1998年）以美國海軍少將艾薩克·C·紀德（Isaac C. Kidd）命名，1941年12月7日珍珠港事件中，他在旗舰亞利桑那號（USS Arizona BB-39）的艦橋上陣亡。
- 卡拉漢號（英语：USS Callaghan (DDG-994)）（USS Callaghan DDG-994）：（服役於1981－1998年）以美國海軍少將丹尼爾·卡拉漢命名，1942年11月13日瓜達爾卡納爾海戰中，他於重巡洋艦舊金山號（英语：USS San Francisco (CA-38)）（USS San Francisco CA-38）上陣亡。
- 斯科特號（英语：USS Scott (DDG-995)）（USS Scott DDG-995）：（服役於1981－1998年）以美國海軍少將諾曼·斯科特命名，在第一次瓜達爾卡納爾海戰中，他於輕巡洋艦亞特蘭大號（英语：USS Atlanta (CL-51)）（USS Atlanta CL-51）上陣亡。
- 錢德勒號（英语：USS Chandler (DDG-996)）（USS Chandler DDG-996）：（服役於1982－1999年）以美國海軍少將西奧多·钱德勒（Theodore Chandler）命名，1945年1月6日，他在旗艦重巡洋艦路易維爾號（英语：USS Louisville (CA-28)）（USS Louisville CA-28）遭遇神風特攻隊突襲重創時遭大火燒傷但仍協助指揮救火工作，並因肺部吸入過多濃煙嗆傷，於隔日不治。

## 外部連結
- （英文）World Navies Today: Taiwan (Republic of China), Haze Gray & Underway. （页面存档备份，存于）
- （英文）DDG-993 KIDD-class, Globalsecurity.org. （页面存档备份，存于）
- （繁體中文）中華民國海軍>>軍艦艦史>>現役軍艦>>基隆級飛彈驅逐艦 （页面存档备份，存于）